# 松山進
松山 進（まつやま すすむ）はテレビ東京のプロデューサーで日本のアニメプロデューサーでもある。

## 作品
- ポケットモンスター - プロデューサー
- ポケットモンスター アドバンスジェネレーション - プロデューサー
- ポケットモンスター ダイヤモンド&パール - プロデューサー
- ポケットモンスター XY - プロデューサー
- ポケットモンスター XY&Z - プロデューサー
- ポケットモンスター サン&ムーン - プロデューサー
- 週刊ポケモン放送局 - プロデューサー
- ポケモン☆サンデー - プロデューサー
- ポケモンゲット☆TV - プロデューサー
- 劇場版ポケットモンスター アドバンスジェネレーション 七夜の願い星 ジラーチ - TVリレーションシップス
- 劇場版ポケットモンスター アドバンスジェネレーション 裂空の訪問者 デオキシス - TVリレーションシップス
- 劇場版ポケットモンスター アドバンスジェネレーション ミュウと波導の勇者 ルカリオ - TVリレーションシップス
- 劇場版ポケットモンスター アドバンスジェネレーション ポケモンレンジャーと蒼海の王子 マナフィ - TVリレーションシップス
- 劇場版ポケットモンスター ダイヤモンド&パール ディアルガVSパルキアVSダークライ - プロデューサー
- 劇場版ポケットモンスター ダイヤモンド&パール ギラティナと氷空の花束 シェイミ - プロデューサー
- 劇場版ポケットモンスター みんなの物語 - プロデューサー
- テニスの王子様 - プロデューサー
- 爆転シュート ベイブレード 2002 - プロデューサー
- 爆転シュート ベイブレード Gレボリューション - プロデューサー
- うえきの法則 - プロデューサー
- 格闘美神 武龍 - プロデューサー
- 史上最強の弟子ケンイチ - プロデューサー
- きらりん☆レボリューション - プロデューサー
- 遊☆戯☆王ARC-V - プロデューサー
- テンカイナイト - プロデューサー
- ゴルゴ13(2008) - プロデューサー
- 銀魂゜ - プロデューサー
- 銀魂. - プロデューサー
- 八月のシンデレラナイン - プロデューサー